# Vit askmal
Vit askmal, Prays fraxinellus är en fjärilsart som först beskrevs av Clas Bjerkander 1784.  Vit askmal ingår i släktet Prays, och familjen spinnmalar. Arten är reproducerande i Sverige.